# Peraboa
Peraboa ist eine Gemeinde (Freguesia) im portugiesischen Kreis Covilhã. In ihr leben 817 Einwohner (Stand 19. April 2021).